# Lietzow (Nauen)
Lietzow mit seinem Wohnplatz Utershorst ist ein Ortsteil der Stadt Nauen im Landkreis Havelland des Landes Brandenburg. 

## Geografie

### Geografische Lage
Lietzow liegt in einer Höhe von 30 m ü. NHN etwa drei Kilometer nordwestlich von Nauen an der Bundesstraße 5 zwischen Nauen und Berge. Der Gemeindeteil Utershorst (52° 37′ N, 12° 50′ O) liegt etwa zwei Kilometer nördlich der Ortschaft Lietzow am Havelländischen Großen Hauptkanal, ohne dass beide Orte mit einer Straße verbunden sind. Lietzow hat eine Fläche von 12 km² und bei 272 Einwohnern (Stand: 31. Dezember 2002) eine Bevölkerungsdichte von 23 Einwohner/km². 

### Nachbarorte
- Hertefeld, Wohnplatz von Bergerdamm, Ortsteil der Stadt Nauen
- Stadt Nauen
- Berge, Ortsteil der Stadt Nauen

## Geschichte

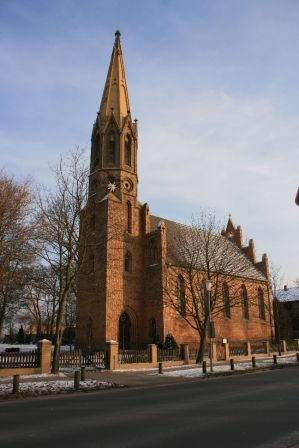
Dorfkirche Lietzow

1317 wurde Lietzow erstmals urkundlich erwähnt, die ersten menschlichen Siedlungen in der Region werden jedoch auf älter geschätzt.
Lytzowe hieß der Ort noch 1335, bereits im Jahre 1442 ähnelte die Schreibweise des Ortes mit Liezowe seiner heutigen Bezeichnung.
Der Ortsname wird slawischen Ursprungs zu geordnet.
Die Geschichte des typischen märkischen Straßendorf hat keine spektakulären Ereignisse aufzuweisen mit einer Ausnahme. 
Ein Schüler des berühmten Karl Friedrich Schinkel (1781–1841), Friedrich August Stüler (1800–1865), muss sich nach Lietzow verirrt haben. Stüler hat 1860 die neugotische Dorfkirche Lietzow, ein bis heute größtenteils erhaltenes Backsteinbauwerk, geplant und die Ausführung des Baues überwacht.
Die Kirche ist ein bedeutendes bautechnisches Zeitzeugnis. Schließlich wurden wichtige Teile der Kirche aus dem damals noch neuen und hochmodernen Baustoff Beton gefertigt und sind ein Zeugnis für die neuen architektonischen, gestalterischen und konstruktiven Möglichkeiten des Baustoffes und junger innovativer Baumeister. Bei der Betrachtung der Bedeutung des Bauwerks sollte man beachten, dass das erste Werk für die Herstellung des Betonbindemittels Zement in Deutschland erst 1838 in Ulm und für Portlandzement erst 1850 in Buxtehude errichtet wurden. Neben der Kirche sind auch die Inneneinrichtung wie die Kanzel, Altar, Taufebecken und das Chorgestühl aus der Erbauungszeit erhalten. 

### Eingemeindung
Im Zuge der Gemeindegebietsreform des Landes Brandenburg wurde Lietzow am 26. Oktober 2003 ein Ortsteil von Nauen.

## Politik
Der ehrenamtliche Ortsvorsteher ist Thomas Schlecht (Bauern). (Stand: Kommunalwahl am 26. Mai 2019)

## Kultur und Sehenswürdigkeiten

### Sage von der Semmelfrau
»Ungefähr 400 Meter auf dem alten Weg nach Nauen liegt ein aus Feldstein gehauenes Kreuz. Der Sage nach war das Steinkreuz vor hunderten von Jahren errichtet worden, als eine Frau von einem Wolf angefallen und aufgefressen wurde.«
Der Sage nach soll eine Frau aus Nauen kommend versucht haben, einen sie verfolgenden Wolf durch Werfen von frischen Semmeln daran zu hindern, sie anzugreifen und zu fressen. Die Semmeln gingen ihr jedoch 400 Meter vor dem Dorf aus und der Wolf, noch immer hungrig, soll über sie hergefallen und sie gefressen haben. Zum Andenken wurde deshalb 400 Meter vorm Dorf an der betreffenden Stelle jenes Steinkreuz errichtet.

## Infrastruktur

### Verkehrsanbindung
Lietzow ist im Rahmen des ÖPNV durch die Havelbus Linie 661 der HVG mit Nauen und Friesack, durch die Havelbus Linie 664 der HVG mit Nauen und Königshorst, durch die Havelbus Linie 669 der HVG mit Nauen, Paulinenaue und Friesack, durch die Havelbus Linie 670 der HVG mit Nauen und Premnitz und durch die Havelbus Linie 680 der HVG mit Nauen und der Kreisstadt Rathenow verbunden. Der Gemeindeteil Utershorst ist im Rahmen des ÖPNV durch die Havelbus Linie 664 der HVG mit Nauen und Königshorst verbunden. 

### Kommunikation
Die postalische Erreichbarkeit der Lietzower Bürger wird mittels der Postleitzahl: 14641 Nauen OT Lietzow und die telefonische Erreichbarkeit mittels der Vorwahl: 03321 sichergestellt. 